# Danis albomarginata
Danis albomarginata är en fjärilsart som beskrevs av Rothschild 1915. Danis albomarginata ingår i släktet Danis och familjen juvelvingar. Inga underarter finns listade i Catalogue of Life.